# Loco (rapero)
Kwon Hyuk-woo (en hangul: 권혁우; Seúl, 25 de diciembre de 1989), más conocido por su nombre artístico Loco (en hangul: 로꼬), es un rapero y cantante surcoreano asociado con el sello discográfico de hip hop AOMG. Su nombre "Loco" significa "Loco" en español. Ganó la primera temporada del concurso de rap de Mnet Show Me the Money en 2012.

## Vida personal
El 13 de septiembre de 2022, Loco anunció a través de Instagram que se casaría en otoño con su novia no famosa, la cual tenía su misma edad.

## Discografía

### Álbumes de estudio
| Título   | Detalles del álbum                                                                                               | Posición más alta en los gráficos | Ventas                        |
| Título   | Detalles del álbum                                                                                               | COR                               | Ventas                        |
| -------- | --- | --------------------------------- | ----------------------------- |
| Bleached | - Fecha de lanzamiento: 25 de mayo de 2017 - Etiqueta: AOMG, LOEN Entertainment - Formatos: CD, descarga digital | 10                                | - Corea del Sur: más de 3.127 |
| Weak     | - Fecha de lanzamiento: 17 de octubre de 2023 - Etiqueta: AOMG - Formatos: CD, descarga digital                  | 70                                | - COR: 1.909                  |

### Extended plays (EPs)
| Título                                                     | Detalles del álbum | Posición más alta en los gráficos | Ventas              |
| Título                                                     | Detalles del álbum | COR                               | Ventas              |
| ---------------------------------------------------------- | --- | --------------------------------- | ------------------- |
| Locomotive                                                 | - Fecha de lanzamiento: 28 de noviembre de 2014 - Etiqueta: AOMG, LOEN - Formatos: CD, descarga digital Lista de sencillos 1. Hands Up (feat. Crush) 2. Act Serious (feat. Ugly Duck & DJ Wegun) 3. You Don't Know 4. Thinking About You (feat. Jay Park) 5. No Manners (feat. Gray) 6. High (feat. Konsoul) 7. If I (feat. Gray) 8. Growing Up (feat. Elo) 9. Hold Me Tight (feat. Crush) | 12                                | - COR: más de 1.336 |
| Summer Go Loco                                             | - Fecha de lanzamiento: 18 de agosto de 2017 - Etiqueta: AOMG, LOEN - Formatos: CD, descarga digital Lista de sencillos 1. Oppa 2. Summer Go Loco (feat. Gray) 3. Party Band (feat. Punchnello, Thur) 4. Alright, Summer Time (feat. Sam Kim) | —                                 | —                   |
| Hello                                                      | - Fecha de lanzamiento: 7 de febrero de 2019 - Etiqueta: AOMG, Kakao M - Formatos: CD, descarga digital Lista de sencillos 1. NOTHING 2. It's been a while (feat. Zion.T) 3. Tangled Up (feat. pH-1) 4. Some Beatmaker (feat. Woo & yeesang) 5. Too Fast (feat. Paloalto) 6. HOW | 10                                | - COR: más de 4.584 |
| Some Time                                                  | - Fecha de lanzamiento: 14 de octubre de 2020 - Etiqueta: AOMG, Kakao M - Formatos: CD, descarga digital Lista de sencillos 1. Return 2. Can't Sleep (feat. Heize) 3. Meeting Room 4. Only Now (feat. Car, the Garden) | —                                 | —                   |
| "—" denota los lanzamientos que no entraron en las listas. | |                                   |                     |

### Apariciones en bandas sonoras
| Título                                                                                       | Año  | Posición más alta en los gráficos | Ventas           | Álbum                               |
| Título                                                                                       | Año  | COR                               | Ventas           | Álbum                               |
| -------------------------------------------------------------------------------------------- | ---- | --------------------------------- | ---------------- | ----------------------------------- |
| "The Virus" (con Havy T)                                                                     | 2013 | —                                 | —                | The Virus OST                       |
| "This Song" (con Mamamoo)                                                                    | 2014 | 65                                | —                | My Lovely Girl OST                  |
| "Spring Is Gone by Chance" (con Yuju)                                                        | 2015 | 5                                 | - COR: 2.500.000 | The Girl Who Sees Smells OST        |
| "Say Yes" (con Punch)                                                                        | 2016 | 15                                | - COR: 274.375   | Moon Lovers: Scarlet Heart Ryeo OST |
| "Star (Little Prince)" (con U Sung-eun)                                                      | 2018 | —                                 | —                | Memories of the Alhambra OST        |
| "—" denota lanzamientos que no aparecieron en las listas o que no se lanzaron en esa región. |      |                                   |                  |                                     |

### Sencillos
| Título                               | Año  | Posiciones más altas en los gráficos | Ventas | Álbum               |
| Título                               | Año  | COR                                  | Ventas | Álbum               |
| ------------------------------------ | ---- | ------------------------------------ | ------ | ------------------- |
| "See The Light" (feat. Gray)         | 2012 | —                                    | —      | Sencillos sin álbum |
| "No More" (feat. Crush)              | 2012 | —                                    | —      | Sencillos sin álbum |
| "Take Care" (feat. Narae de Spica)   | 2013 | —                                    | —      | Sencillos sin álbum |
| "Hold Me Tight" (feat. Crush)        | 2014 | 4                                    | —      | Locomotive          |
| "Respect" (feat. Gray & DJ Pumkin)   | 2015 | 33                                   | —      | Sencillos sin álbum |
| "Awesome" (feat. Jay Park & Gray)    | 2015 | 17                                   | —      | Sencillos sin álbum |
| "You Too" (feat. Cha Cha Malone)     | 2016 | 5                                    | —      | Sencillos sin álbum |
| "Good" (feat. Gray & ELO)            | 2016 | —                                    | —      | Sencillos sin álbum |
| "Can't Help Hyself" (feat. Eric Nam) | 2016 | —                                    | —      | Sencillos sin álbum |
| "Movie Shoot" (feat. DPR LIVE)       | 2017 | —                                    | —      | Bleached            |

## Filmografía

### Televisión
| Año  | Programa                           | Difusión | Papel    | Notas                                 |
| ---- | ---------------------------------- | -------- | -------- | ------------------------------------- |
| 2012 | Show Me the Money                  | Mnet     | Él mismo | Concursante y ganador                 |
| 2015 | Show Me the Money 4                | Mnet     | Él mismo | Juez/Productor con Jay Park           |
| 2016 | My Little Television               | CMB      | Él mismo | Miembro del reparto                   |
| 2016 | Happy Together 3                   | KBS2     | Él mismo | Miembro del reparto                   |
| 2017 | You Hee-yeol's Sketchbook          | KBS2     | Él mismo | Miembro del reparto                   |
| 2018 | It's Dangerous Beyond the Blankets | CMB      | Él mismo | Miembro del reparto                   |
| 2018 | Hyena On the Keyboard              | KBS2     | Él mismo | Miembro del reparto (Episodios 7 y 8) |
| 2018 | A Battle of One Voice: 300         | TVN      | Él mismo | Concursante con Gray (Episodios 1-)   |
| 2018 | Show Me the Money 777              | Mnet     | Él mismo | Loopy 'V' destacado                   |
| 2018 | Radio Star                         | CMB      | Él mismo | Miembro del reparto                   |
| 2020 | Show Me the Money 9                | Mnet     | Él mismo | Lil Boi 'ON AIR' Destacado            |
| 2021 | High School Rapper (temporada 4)   | Mnet     | Él mismo | Juez/Productor                        |

### Programas web
| Año  | Título                | Difusión | Papel       | Ref.   |
| ---- | --------------------- | -------- | ----------- | ------ |
| 2021 | Love Catcher in Seoul | TVING    | Presentador | [ 17 ] |

### Apariciones en videos musicales
| Año  | Título de la canción | Artista                 | Ref.   |
| ---- | -------------------- | ----------------------- | ------ |
| 2021 | "Red Lipstick"       | Lee Hi (con Yoon Mirae) | [ 18 ] |

## Premios y nominaciones

### Melon Music Awards
| Año  | Categoría                          | Obra nominada                              | Resultado |
| ---- | ---------------------------------- | ------------------------------------------ | --------- |
| 2015 | Mejor banda sonora                 | "Spring Is Gone by Chance", de Yuju & Loco | Ganador   |
| 2018 | Premio a la tendencia más candente | "Young" (con Byun Baek-hyun)               | Nominado  |
| 2018 | Premio a la tendencia más candente | "Don't" (con Hwasa)                        | Ganador   |
| 2018 | Mejor balada                       | "Don't" (con Hwasa)                        | Nominado  |

### KBS Entertainment Awards
| Año  | Categoría                       | Obra nominada | Resultado |
| ---- | ------------------------------- | ------------- | --------- |
| 2018 | Premio al artista más destacado | Hwasa & Loco  | Ganador   |